# Murs de contenció de la Casa Salvans
Els murs de contenció de la Casa Salvans són una construcció del municipi de Terrassa (Vallès Occidental), al barri de Vallparadís, protegida com a bé cultural d'interès local.

## Descripció

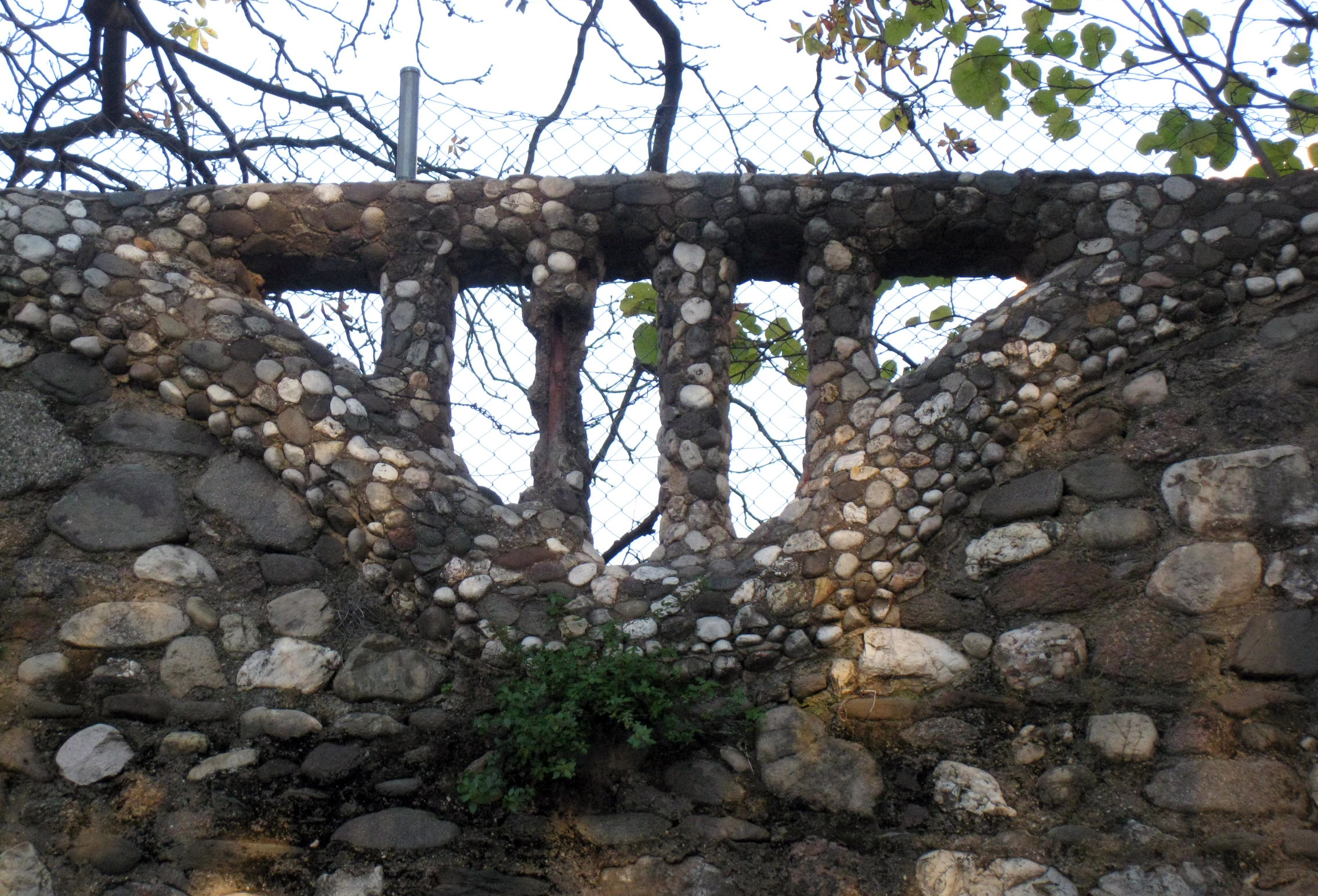
Barana del mirador a la part més alta del mur

És un mur de tanca fet amb paredat comú que disminueix la mida de la pedra en sentit ascendent i que utilitza còdols com a material bàsic. El mur acaba en una línia sinuosa, feta amb còdols, que a mesura que va baixant el pendent del camí (que mena al torrent Montner, ara urbanitzat com a parc de Vallparadís), va augmentant d'alçada fins a convertir-se en mur de contenció de terres. Aquest, a la part més alta, presenta contraforts lligats entre si per arcs cecs. En un punt d'inflació hi ha un mirador en voladís sobre el camí.